# Николай IV
Николай IV (лат. Nicolaus PP. IV, в миру — Джироламо Маши д’Асколи, итал. Girolamo Masci d’Ascoli; 30 сентября 1227, Лишиано, близ Асколи-Пичено, Анконская марка — 4 апреля 1292, Рим, Папская область) — папа римский с 22 февраля 1288 года по 4 апреля 1292 года. Первый в истории францисканец на папском престоле.

## Деятельность до избрания папой
Джироламо Маши родился 30 сентября 1227 года в Лишиано (Lisciano), близ Асколи-Пичено, в семье скромного происхождения. В молодости вступил в орден францисканцев в провинции Марке. Получал образование в школе Бонавентуры, будущего генерала францисканского ордена, кардинала и святого, после — в Перудже, где стал доктором теологии. Затем был профессором теологии в Риме. В июне 1272 года назначен орденским провинциалом (провинциальным министром) Далмации.
В октябре 1272 Джироламо Маши с тремя другими францисканцами был отправлен папой Григорием X в Константинополь для ведения переговоров с императором Михаилом VIII и константинопольским патриархом Иосифом I о церковной унии. 25 ноября 1273 года отозван из Византии для участия в Лионском соборе (7 мая — 17 июля 1274 года). 24 июня Джироламо достиг Лиона вместе с византийской делегацией, возглавляемой бывшим константинопольским патриархом Германом и великим логофетом Георгием Акрополитом. Прибывшие 4 июля в Лион послы ильхана Абаки передали папе через Джироламо письмо ильхана с предложением о заключении военного союза против мамлюкского Египта.

### Во главе францисканского ордена
20 мая 1274 года, ещё до своего возвращения из Византии, Джироламо Маши был заочно избран на капитуле в Лионе генералом францисканского ордена. Внутри ордена в эти годы наметилось противостояние между спиритуалами («мужами духа») — радикальными сторонниками бедности и строгого аскетизма — и конвентуалами, придерживавшимися умеренных взглядов. Рост активности спиритуалов в 70-е годы XIII века был связан с именем Петра Оливи, францисканца из Лангедока. Джироламо собрал в Монпелье комиссию, которая рассматривала взгляды Петра относительно добровольной бедности, а также по ряду богословских вопросов. Пётр Оливи открыто выступал против учения о Непорочном зачатии Девы Марии, постепенно утверждавшегося в западной церкви. С целью испытать смирение и послушание монаха Джироламо приказал Петру собственноручно сжечь его сочинение «Вопросы о Деве Марии», что тот и исполнил.
Лидером итальянских спиритуалов в это время был Анджело Кларено. В 1276 или 1277 он и его единомышленники Траймундо, Томмазо Толентино и Пьетро ди Мачерата были осуждены на пожизненное заключение в монастырях провинции Марке, затерянных в Апеннинах. В 1289 году, уже в понтификат Николая IV, генерал ордена Раймундо Гауфреди, пойдя против воли папы, выслал их в Киликию к царю Хетуму II.
В мае 1276 года Джироламо был переизбран генералом своего ордена на генеральном капитуле в Париже. Тогда же он был отправлен папой Иннокентием V в качестве нунция в Константинополь для окончательной реализации соглашения об унии церквей. Миссию пришлось прервать — Джироламо успел достичь лишь Анконы, когда папа скончался (22 июня).
15 октября незадолго до того избранный папой Иоанн XXI (20 сентября 1276 — 20 мая 1277) назначил Джироламо и Джованни да Верчелли, генерала доминиканского ордена, легатами на мирных переговорах между Филиппом III Французским и Альфонсо X Кастильским. Взошедший на папский престол в конце декабря 1277 Николай III подтвердил назначение Джироламо. На консистории 12 марта 1278 года он был возведён в сан кардинала-священника с титулом церкви Санта-Пуденциана, а 23 апреля папа просил его продолжать работу до заключения твёрдого мира между Францией и Кастилией. Джироламо был занят на переговорах до марта 1279 года. Позже он посоветовал папе выпустить буллу Exiit qui seminat (14 августа 1279), которая касалась толкования Устава Святого Франциска.
В 1278 году, вероятно по инициативе Джироламо, ко двору монгольского хана Хубилая было направлено посольство из пяти францисканцев во главе с Джерардо из Прато, братом будущего генерала ордена Арлотто из Прато (1285—1287). Миссии не удалось достичь цели, однако орден в годы управления Джироламо Маши и Бонаграции Болонского (1279—1283), сменившего его на посту генерала после капитула в Ассизи (20 мая 1279), смог укрепить и расширить своё влияние в регионах Малой Азии, Северного Причерноморья и Ирана.
В июле 1280 года Джироламо было поручено способствовать заключению мира между Рудольфом Габсбургом и Карлом Анжуйским. Затем он принимал участие в конклаве (22 сентября 1280 — 22 февраля 1281). Новоизбранный папа Мартин IV 12 апреля возвёл Джироламо в сан кардинала-епископа Палестрины, а позднее назначил папским легатом на Ближнем Востоке.7 сентября 1283 года он был направлен папой в Витербо. Участвовал в конклаве 29 марта — 2 апреля 1285 года, где папой был избран Гонорий IV.

## Понтификат
После смерти Гонория IV (3 апреля 1287 года) кардиналы больше 10 месяцев не могли выбрать ему преемника. Виной тому была эпидемия «лихорадки», унёсшая жизни шести кардиналов и заставившая остальных покинуть Рим. Им удалось собраться лишь в начале следующего года. 15 февраля 1288 года конклав единогласно избрал папой Джироламо Маши д’Асколи. Однако он отклонил свою кандидатуру. Лишь после повторных выборов 22 февраля Джироламо согласился стать во главе Церкви, и был коронован 25 февраля в Соборе Святого Петра кардиналом Маттео Орсини. Взял себе имя Николай из уважения к папе Николаю III.
На политику Николая IV значительное влияние оказывала могущественная семья Колонна. На карикатурах того времени папа изображался в виде колонны (символа рода), из которой торчит увенчаная тиарой голова. При Николае IV возросло число кардиналов, происходивших из этой семьи. К Джакомо, ставшему кардиналом ещё в 1278 году, добавился его племянник Пьетро.
Всего на консистории 16 мая 1288 года были возведены в сан кардинала шестеро:
- Бернардо де Бернарди (Bernardo de Berardi, ум. в июне 1291), ранее — епископ Осимо;
- Юг Эслен де Бийом (Hugues Aycelin de Billom, ок. 1230 — 1297);
- Пьетро Перегроссо (Pietro Peregrosso, ок. 1225 — 1295);
- Наполеоне Орсини (Napoleone Orsini, ум. 1342);
- Пьетро Колонна (Pietro Colonna, ум. 1326);
- Маттео д'Акваспарта (Matteo d’Acquasparta, ок. 1237 — 1302), генерал ордена францисканцев (1287—1289).

Буллой от 18 июля 1289 года Николай IV предоставлял половину всех доходов Святого Престола и долю в управлении финансами Коллегии кардиналов, таким образом, возросла роль этого административного органа в делах церкви и Папского государства.
Николай IV, как и его предшественники, стремился сохранять баланс между европейскими правящими династиями, не давая чрезмерно усилиться тому или иному королевству. Хотя после Сицилийской вечерни (31 марта 1282) Сицилия попала под власть Арагона, 29 мая 1289 года в пику Хайме II Арагонскому папа короновал сицилийским королём Карла II из дома Анжу в обмен на признание им сюзеренитета Святого престола. Вслед за тем (февраль 1291 года) Николай IV способствовал прекращению конфликта между Францией и Арагоном. В то же время разлад из-за сицилийского вопроса между папством и империей не удалось преодолеть. Рудольф I не был коронован короной Священной Римской империи, вплоть до своей смерти оставаясь лишь германским королём.

### Восточная политика
Ко времени Николая IV положение христианских государств в Святой земле стало критическим. Папа попытался организовать крестовый поход. Он смог снарядить двадцать транспортных судов, но поддержки среди европейских государей не нашёл. В апреле 1289 года мамлюкский султан Калаун захватил Триполи, а весной и летом 1291 года под натиском воинов его наследника Аль-Ашраф Халиля пали последние твердыни крестоносцев в Палестине — Акра, Тир, Сидон и Бейрут.

## Смерть
Николай IV скончался 4 апреля 1292 года во дворце, который построил близ Санта-Мария-Маджоре. Погребён в простой гробнице в хоре этой базилики. В 1574 году кардинал Феличе Перетти ди Монтальто (впоследствии — папа Сикст V) приказал возвести в базилике в его честь монумент работы Доменико Фонтана.
После смерти Николая IV папский престол оставался вакантным 27 месяцев. Только 5 июля 1294 года папой был избран бенедиктинец Пьетро Анджелари дель Мурроне под именем Целестина V.